# Port lotniczy Sulajmanijja
Port lotniczy Sulajmanijja (IATA: ISU, ICAO: ORSU) – międzynarodowy port lotniczy położony w Sulajmanijji, w północnym Iraku.

## Linie lotnicze i połączenia
- Iraqi Airways (Amman, Bagdad, Basra, Bejrut, Kair, Damaszek, Arbela, Nadżaf)
- Atlasjet (Stambuł-Atatürka)
- Azmar Airlines (Dubaj, Stambuł-Atatürka)
- Eastok Avia (Stambuł-Atatürka)
- Flying Carpet (Bejrut)
- Hamburg International (Frankfurt nad Menem,Monachium)
- MCA Arilines (Sztokholm-Arlanda)
- Royal Jordanian (Amman)